# Grand Orchestre Symphonique de l’INR / Groot Symfonie-Orkest van het NIR
Das Grand Orchestre Symphonique de l'INR / Groot Symfonie-Orkest van het NIR war ein Symphonieorchester mit Sitz in Brüssel, welches von 1935 bis 1977 existierte und von der öffentlich-rechtlichen Rundfunkanstalt "Institut National de Radiodiffusion /  Nationaal Instituut voor de Radio-Omroep" getragen wurde.

## Vorgeschichte
Die Rundfunkanstalt INR/NIR, die 1930 gegründet wurde und am 1. Februar 1931 den Sendebetrieb aufnahm, bildete im zunächst einen Musikerpool aus 55 Personen, der 1932 dann in die drei Formationen "Symphonisches Orchester", "Radio-Orchester" und "Kleines Orchester" aufgeteilt wurde. Das erstgenannte war dem Programmbereich Ernste Musik, die beiden letztgenannten dem Programmbereich Leichte Musik zugeordnet. Das "Symphonische Orchester" stand unter der Leitung von Arthur Meulemans und Jean Kumps und umfasste 42 Mitglieder. Gastdirigenten waren unter anderem Sergej Prokofjew, Pierre Monteux, Hermann Scherchen, Hanns Eisler und Zoltán Kodály. Domizil des "Symphonischen Orchesters" war die Salle Delgay in der Rue Royale / Koningstraat.

## Geschichte
Am 1. Februar 1935 wurde das "Symphonische Orchester" auf 60 Personen aufgestockt und in Grand Orchestre Symphonique de l'INR / Groot Symfonie-Orkest van het NIR umbenannt. Neuer Chefdirigent wurde Franz André, und das Orchester konnte sich mit zahlreichen Auftritten bei der Brüsseler Weltausstellung schnell profilieren. Bereits im Folgejahr erhöhte sich die Anzahl der Mitglieder auf 84. Nach der Fertigstellung des Funkhauses an der Place Flagey/Flageyplein in Ixelles/Elsene im Jahre 1938 erhielt das Orchester im Studio 4 des Funkhauses, welches durch seine hervorragende Akustik schnell berühmt wurde, einen festen Proben- und Aufführungsort. Zum 1. Januar 1939 organisierte das INR/NIR seine Klangkörper auf neue Weise: Die französischsprachige und die niederländischsprachige Abteilung erhielten je ein kleineres Orchester und ein Vokalensemble zugewiesen, Grand Orchestre Symphonique de l'INR / Groot Symfonie-Orkest van het NIR stand beiden Abteilungen gleichermaßen zur Verfügung.
Am 19. April 1939 bestritt das Orchester die verspätete Uraufführung von Strawinskys Kantate Le Roi des étoiles, bereits 1936 waren Sergej Prokofjew und Béla Bartók beim Orchester zu Gast gewesen. Während der deutschen Besatzungszeit (1940–1944), in welcher das INR/NIR in "Sender Brüssel" umbenannt wurde, blieb das Orchester in eingeschränktem Maße weiterhin aktiv. 1945 wurde das Orchester wieder in voller Besetzungsstärke von 84 Mitgliedern reaktiviert. 1948 wurde André Sternfeld als Zweiter Dirigent angestellt, er beerbte Franz André nach dessen Pensionierung im Jahre 1958.
Vor allem in den 1950er Jahren konnte das Orchester namhafte Gastdirigenten verpflichten, darunter Leonard Bernstein, Pierre Boulez, Benjamin Britten, Darius Milhaud und Paul Sacher. Im Zuge der Neuordnung des belgischen Rundfunks im Jahre 1960 wurde das INR/NIR aufgelöst und das Orchester dem neu gegründeten "Institut des services communs/Instituut voor Gemeenschappelijke Diensten" (ISC/IGD) unterstellt. 1970 wurde André Sternfeld pensioniert, das Orchester blieb zunächst einige Zeit ohne festen Dirigenten, bis schließlich Irwin Hoffman im Jahre 1973 die Leitung des Orchesters übernahm. 1977 brach das Konstrukt des gemeinsamen Orchesters in der Trägerschaft des ISC/IGD auseinander und die beiden Nachfolgegesellschaften des INR/NIR, die niederländischsprachige BRT und die französischsprachige RTB, sahen sich gezwungen, jeweils eigene Klangkörper einzurichten.

## Uraufführungen (Auswahl)
- Henri Sauguet: Concerto pour piano et orchestre no. 1 (1935)
- Alexandre Tansman: Concerto pour alto et orchestre (1935)
- Henri Sauguet: Les ombres du jardin (1943)
- Charles Koechlin: Le livre de la jungle (Gesamtaufführung, 1946)
- Vernon Duke: Symphony Nr. 3 (1947)
- André Jolivet: Psyché (1947)
- Henri Sauguet: Symphonie no. 1 "Expiatoire" (1947)
- Darius Milhaud: Les Eumenides (Gesamtaufführung, 1949)
- Alexandre Tansman: Concerto pour orchestre (1954)
- Gian Francesco Malipiero: La festa della sensa (1954)
- Henri Sauguet: Symphonie no. 3 "INR" (1955)
- Darius Milhaud: Symphonie no. 7 (1955)
- André Jolivet: Concerto pour percussion et orchestre (1959)
- Pierre Boulez: Domaines (1968)